# Hyperdontia
Hyperdontia — датско-турецкая дэт-метал-группа, базирующаяся в Копенгагене и основанная в 2015 году. Коллектив выпустил 3 полноформатных альбома: Nexus of Teeth (2018), Hideous Entity (2021) и Harvest of Malevolence (2024).

## История
Коллектив был основан в 2015 году музыкантами из Стамбула и Копенгагена. Первым релизом для группы стал мини-альбом Abhorrence Veil, что вышел в 2017 году. Дебютный студийный альбом Nexus of Teeth появился на свет в 2018 году на лейбле Dark Descent Records. Весной 2020 года Hyperdontia отправились в европейский тур «Eternal Evisceration Over Europe» совместно с Mortuous. В августе того же года в рамках Decibel Flexi Series на гибкой пластинке был выпущен сингл «Punctured Soul».
12 ноября 2021 года вышел второй полноформатный альбом, получивший название Hideous Entity. Сведением и мастерингом альбома занимался Greg Wilkinson на студии Earhammer Studios. Издателями выступили лейблы Dark Descent Records (CD), Me Saco Un Ojo Records (винил) и Desiccated Productions (кассеты). Перед выходом альбома был выпущен сингл «Snakes of Innards». Летом 2022 года Hyperdontia вместе с Septage отправились в европейский тур «Shapes of Abomination». 1 августа, перед началом тура, на лейбле Desiccated Productions состоялся выход сплит-альбома Hyperdontia / Septage на кассетах и виниле.
Следующим релизом для коллектива стал мини-альбом Deranged, вышедший 15 марта 2023 года на тех же лейблах, что и прошлый LP. 21 июня 2024 года состоялся релиз третьего полноформатного альбома, озаглавленного Harvest of Malevolence. Перед выходом пластинки был представлен сингл «Death’s Embrace».

## Музыкальный стиль
Hyperdontia играют «олдскульный» дэт-метал, а Эмили Беллино из Decibel описала коллектив как «рифф-машину». Критики отмечают влияние на творчество Hyperdontia таких групп, как Morbid Angel, Sinister, Unleashed, Autopsy и Bolt Thrower.

## Дискография
| Полноформатные альбомы - Nexus of Teeth (2018) - Hideous Entity (2021) - Harvest of Malevolence (2024) Мини-альбомы (EP) - Abhorrence Veil (2017) - Excreted from the Flesh (2020) - Deranged (2023) | Прочие релизы - A Vessel Forlorn (2019, сборник) - Abhorrence Veil / Excreted from the Flesh (2020, сборник) - Mortiferum / Hyperdontia (2020, сплит с Mortiferum) - Hyperdontia / Septage (2022, сплит с Septage) - Live at Kill-Town Death Fest 2022 (2023, концертный альбом) |

## Состав
| Нынешний состав - Malik Çamlıca — бас-гитара (2015 — н. в.) - Paweł Tunkiewicz — ударные (2015 — н. в.) - Mustafa Gürcalioğlu — гитара (2015 — н. в.) - Mathias Friborg — гитара (2018 — н. в.), вокал (2019 — н. в.) | Бывшие участники - David Mikkelsen — вокал (2015—2019) Концертные участники - Jullian Rhea — вокал (2019) - Uğur Yıldırım — ударные (2023 — н. в.) |